# Метонимија
Метонимија је стилска фигура у којој се реч или синтагма користи у пренесеном значењу (да означи нешто друго). За разлику од метафоре, која је скраћено поређење и заснива се на сличности, метонимија може бити опсежнија и заснива се на стварној блискости и логичкој повезаности (нпр. стваралац и дело, народ и држава, узрок и последица, посуда и садржина, оруђе и радња, знак и означена појава...). Ако се део целине јасно исказује целином или целина јасно предочава својим делом, то је онда синегдоха.
Метонимија означава употребу речи у пренесеном значењу, и код ње значење се преноси према одређеним стварним односима.
Уместо једне речи која означава одређени појам, употребљава се друга реч, односно други појам, који је у некој стварној вези с првим појмом.

## Етимологија
Реч метонимија је настала од грчке речи μετωνυμία (metōnymía), што значи „промена имена”, или од μετά (metá), што значи „после”, „иза” и -ωνυμία (-ōnymía) суфикс који именује стилску фигуру, од ὄνυμα (ónyma) или ὄνομα (ónoma), што значи „име”.

## Примери
- Сребро ил’ олово (сребро означава новац, а олово значи метак /убиство/)
- Читам Шантића (читам Штанићево дело)
- Цела Србија је на ногама (већина Срба прати неки догађај)
- Окренуо ми је леђа (изневерио ме је, напустио ме је)
- Попио је чашицу превише (попио је пиће превише)
- Нема хлеба без мотике (нема хране без рада)
- Већ је седе косе (већ је остарио)
- Саградио је кров над главом (саградио је кућу)

- Иглси победили Џајантсе (екипа америчкога фудбала Филаделфија иглси победили су екипу америчкога фудбала Њујорк џајантсе)[3]
- Померити сат (померити сказаљке на сату)[4]
- Попио сам целу флашу (попио сву текућину из флаше)[4]
- Чујем неки телефон (чујем звоно на нечијем телефону)[4]

Метонимија се може наћи у песми Почетак буне против дахија.
Метонимија и друге стилске фигуре су и у стиху народне песме Остаћу ја [неудата] певачице Ане Бекуте:
- Запросио Месец зору да му дане рађа (нестанком месеца из видика од. почетком зоре излази сунце што је уобичајен почетак и трајање/ток једног дана; циклус).